# Krakar
Krakar je priimek več znanih Slovencev:
- Boža Krakar Vogel (*1950), literarna zgodovinarka
- Jože Krakar (1891—1977), duhovnik
- Lojze Krakar (1926—1995), književnik in literarni zgodovinar